# 120 battements par minute
120 battements par minute, (tiếng Anh: 120 BPM (Beats per Minute); tiếng Việt: 120 Nhịp Đập Mỗi Phút) là một phim Pháp năm 2017 của đạo diễn Robin Campillo và có sự tham gia của Nahuel Pérez Biscayart, Arnaud Valois và Adèle Haenel. Bộ phim nói về đồng tính luyến ái và đại dịch AIDS, lấy bối cảnh ở Pháp vào những năm 1990.  Campillo và đồng biên kịch Philippe Mangeot đã rút ra kinh nghiệm cá nhân của họ với ACT UP trong việc phát triển câu chuyện.
Nó đã có buổi ra mắt thế giới tại Liên hoan phim Cannes 2017, sau đó là các buổi chiếu tại các liên hoan khác. Tại Cannes, nó đã giành được nhiều lời khen ngợi và bốn giải thưởng, bao gồm Grand Prix. Nó đã giành được sáu Giải thưởng César, bao gồm Phim hay nhất và các danh hiệu khác.

## Nội dung
Đầu những năm 1990, một nhóm các nhà hoạt động HIV/AIDS liên quan đến chương Paris ACT UP đấu tranh để thực hiện hành động chống lại dịch AIDS. Trong khi chính phủ Pháp tuyên bố ý định hỗ trợ những người mắc HIV/AIDS, thì ACT UP tổ chức các cuộc biểu tình công khai chống lại tốc độ chậm chạp của họ, cáo buộc chính phủ kiểm duyệt và giảm thiểu cuộc chiến chống lại căn bệnh này. Khi công ty dược phẩm Melton Pharm công bố kế hoạch tiết lộ kết quả thử nghiệm HIV của mình tại một hội nghị dược phẩm nổi tiếng vào năm sau, ACT UP xâm chiếm văn phòng của mình bằng máu giả và yêu cầu công bố kết quả thử nghiệm ngay lập tức. Trong khi ACT UP tạo ra một số bước tiến với các cuộc biểu tình công khai, các thành viên của nhóm tranh luận gay gắt về chiến lược của nhóm, với các mục tiêu mâu thuẫn về trình diễn và thuyết phục, với tính thẩm mỹ mâu thuẫn về tính tích cực và sự khốn khổ. ACT UP đấu tranh để lên kế hoạch cho một cuộc diễu hành Gay Pride hiệu quả hơn so với những năm trước, làm náo loạn bầu không khí "thây ma" đáng buồn mà đại dịch AIDS đã tạo ra.
Bộ phim dần chuyển từ cốt truyện chính trị về hành động của ACT UP sang câu chuyện cá nhân của các thành viên ACT UP. Báo trước những sự kiện sau này trong phim, Jeremie, một thanh niên dương tính với AIDS trong nhóm thấy sức khỏe của anh ta xấu đi nhanh chóng. Theo nguyện vọng của anh, cả nhóm diễu hành trên đường phố sau khi anh qua đời, ghi tên và khuôn mặt của anh vào hàng ngũ nạn nhân AIDS.  Một người mới đồng tính, âm tính với HIV, Nathan, bắt đầu yêu say đắm anh chàng Sean kỳ cựu có HIV dương tính. Nathan và Sean bắt đầu một mối quan hệ tình dục, nhưng Sean đã thể hiện các dấu hiệu của sự tiến triển của bệnh. Nathan quan tâm đến Sean khi cả hai thảo luận về lịch sử tình dục của họ. Khi Sean được thả về căn hộ của Nathan để làm nhà tế bần, anh ấy euthanize và ACT UP tổ chức một buổi thức dậy tại nhà anh ấy. Theo mong muốn của Sean, họ xâm chiếm một hội nghị bảo hiểm y tế, rắc tro của anh ta cho những người tham dự hội nghị và thức ăn của họ.

## Diễn viên
- Nahuel Pérez Biscayart vai Sean Dalmazo
- Arnaud Valois vai Nathan
- Adèle Haenel vai Sophie
- Antoine Reinartz vai Thibault
- Felix Maritaud vai Max
- Médhi Touré vai Germain
- Aloïse Sauvage vai Eva
- Simon Bourgade vai Luc
- Catherine Vinatier vai Hélène
- Saadia Ben Taieb vai Mẹ của Sean
- Ariel Borenstein vai Jérémie
- Théophile Ray vai Marco
- Simon Guélat vai Markus
- Jean-François Auguste vai Fabien
- Coralie Russier vai Muriel
- Samuel Churin vai Gilberti (Melton Pharm)
- François Rabette vai Michel Bernin

## Sản xuất
Đạo diễn Robin Campillo đồng sáng tác kịch bản phim, tự mô tả mình là "một chiến binh ACT UP trong thập niên 90", có nghĩa là anh ta không phải thực hiện bất kỳ cuộc điều tra nào khác về cách mô tả chính xác trải nghiệm.  Một cảnh cũng dựa trên kinh nghiệm của anh ấy về đại dịch AIDS, khi anh ấy nói "Tôi đã mặc quần áo cho bạn trai khi anh ấy chết". Đồng biên kịch Philippe Mangeot cũng tham gia vào ACT UP.
Tại Cannes, Campillo giải thích về quyết định của mình trước khi chỉ đạo bộ phim, nói rằng "BPM là trên hết bộ phim mà tôi muốn biến nơi mà sức mạnh của lời nói biến thành những khoảnh khắc hành động thuần túy". Ngân sách 5 triệu đô la đã được huy động trong nhiều tháng.

## Phát hành

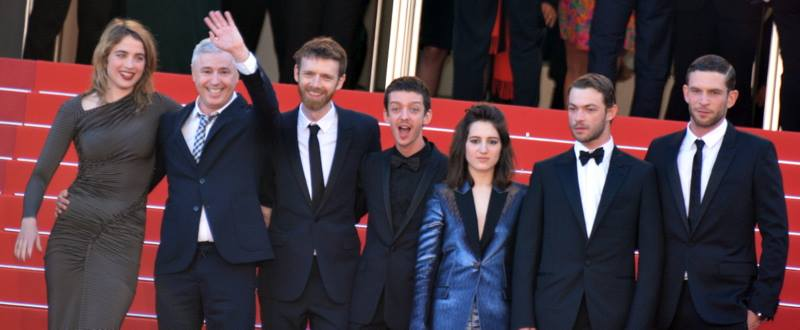
Đạo diễn Robin Campillo và các diễn viên của anh ấy tham dự Liên hoan phim Cannes 2017.

Bộ phim đã có buổi ra mắt thế giới tại Liên hoan phim Cannes 2017 vào ngày 20 tháng 5 năm 2017. Vào ngày 24 tháng 6, nó đã đi đến Liên hoan phim quốc tế Moscow, tiếp theo là Liên hoan phim quốc tế New Zealand vào tháng 7. Với số lượng phim tại Liên hoan phim quốc tế Toronto đã giảm từ năm 2016, BPM (Nhịp đập mỗi phút) vẫn được chọn cho Liên hoan phim 2017 vào tháng 9.
Tại Cannes, The Orchard đã mua bản quyền phân phối của Hoa Kỳ cho bộ phim. Nó đã được phát hành tại Pháp vào ngày 23 tháng 8 năm 2017 như dự kiến.

### Sự cố
Vào ngày 4 tháng 2 năm 2018, một nhóm người biểu tình Kitô giáo cầm icon và hát tụng ca nhà thờ đã phá vỡ buổi chiếu BPM tại Bảo tàng Nông dân Rumani tại Bucharest. Hiển thị các biểu ngữ với thông điệp dân tộc và Kitô giáo, Những người biểu tình cho rằng "một bộ phim với cốt truyện này là không thể chiếu được" tại Bảo tàng Nông dân Rumani, bởi vì "đó là một bộ phim về người đồng tính" và "người nông dân Rumani là Cơ đốc giáo chính thống." Sau nửa giờ tranh chấp, cảnh sát đã đưa những người biểu tình ra khỏi rạp chiếu phim. Việc sàng lọc BPM là một phần của chuỗi sự kiện dành riêng cho Tháng lịch sử LGBT. Giám đốc Tudor Giurgiu, người ủng hộ quyền LGBT và là nhân chứng cho những gì đã xảy ra, bị chỉ trích trong Facebook đăng các cuộc biểu tình như vậy và yêu cầu các biện pháp bảo vệ trong các rạp chiếu phim nơi chiếu phim có chủ đề LGBT.

## Tiếp nhận

### Tiếp tân quan trọng
Trên trang tổng hợp đánh giá của Pháp AlloCiné, bộ phim có điểm đánh giá trung bình 4,5 trên 5 dựa trên 31 nhà phê bình, làm cho nó trở thành bộ phim được đánh giá cao nhất trong năm. Nó giữ tỷ lệ phê duyệt 98% trên trang web tổng hợp đánh giá Rotten Tomatoes, dựa trên 107 đánh giá, với trung bình có trọng số là 7,8/10. Sự đồng thuận quan trọng của trang web có nội dung: "Di chuyển mà không cần dùng đến melodrama, BPM mang đến cái nhìn đầy mê hoặc về một giai đoạn quan trọng trong lịch sử kéo dài sau khi kết thúc các khoản tín dụng." Trên Metacritic, bộ phim có số điểm 84 trên 100, dựa trên 25 nhà phê bình, cho thấy "sự hoan nghênh phổ quát".
Jada Yuan, viết cho VARM.com, đã nói về việc cảm động rơi nước mắt bởi bộ phim, ca ngợi nó là "một bức chân dung độc đáo, thân mật của cộng đồng từ bên trong". Ngôi sao Toronto Peter Howell đã quan sát các nhà phê bình Pháp tại Cannes nói chung rất phấn khích về điều đó và cho rằng nó xứng đáng nhận giải thưởng hàng đầu. The Hollywood Reporter nhà phê bình David Rooney tích cực xem xét cuộc đối thoại và dàn diễn viên trẻ, đồng thời chỉ trích tốc độ. Tim Robey, viết cho The Daily Telegraph, đã cho nó ba trong số năm ngôi sao, khen ngợi những khoảnh khắc hài hước và một cảnh sex, cân bằng nhận thức về nguy cơ, với một nhân vật bị nhiễm HIV và gợi cảm. Vanity Fair nhà phê bình Richard Lawson ca ngợi nó như là một "câu chuyện nửa tỉnh táo và khảo sát docudrama, một nửa kể chuyện đau khổ cá nhân". Lawson và các nhà phê bình The Hollywood Reporter đã so sánh bộ phim với vở kịch The Normal Heart của Larry Kramer.

### Giải thưởng
Nó đã tranh giải Palme d'Or trong phần thi chính tại Liên hoan phim Cannes 2017. Vào tháng 7 năm 2017, nó đã được liệt kê trong số 10 bộ phim cạnh tranh cho Giải thưởng Lux. Nó được chọn là mục tiếng Pháp cho Phim nói tiếng nước ngoài hay nhất tại Giải thưởng Hàn lâm lần thứ 90, nhưng nó không được đề cử.
| Giải thưởng                                   | Ngày lễ                   | Thể loại                    | Người nhận                                             | Kết quả   | Ref(s)        |
| --------------------------------------------- | ------------------------- | --------------------------- | ------------------------------------------------------ | --------- | ------------- |
| Cabourg Film Festival                         | 18 tháng 6 năm 2017       | Audience Award              | Robin Campillo                                         | Đoạt giải | [ 29 ]        |
| Liên hoan phim Cannes                         | 17—28 tháng 3 năm 2017    | Grand Prix                  | Robin Campillo                                         | Đoạt giải | [ 30 ]        |
| Liên hoan phim Cannes                         | 17—28 tháng 3 năm 2017    | FIPRESCI Prize              | Robin Campillo                                         | Đoạt giải | [ 31 ]        |
| Liên hoan phim Cannes                         | 17—28 tháng 3 năm 2017    | François Chalais Prize      | Robin Campillo                                         | Đoạt giải | [ 32 ] [ 33 ] |
| Liên hoan phim Cannes                         | 17—28 tháng 3 năm 2017    | Queer Palm                  | Robin Campillo                                         | Đoạt giải | [ 32 ] [ 33 ] |
| César Awards                                  | 2 tháng 3 năm 2018        | Best Film                   | Hugues Charbonneau, Marie-Ange Luciani, Robin Campillo | Đoạt giải | [ 34 ] [ 35 ] |
| César Awards                                  | 2 tháng 3 năm 2018        | Best Director               | Robin Campillo                                         | Đề cử     | [ 34 ] [ 35 ] |
| César Awards                                  | 2 tháng 3 năm 2018        | Best Original Screenplay    | Robin Campillo                                         | Đoạt giải | [ 34 ] [ 35 ] |
| César Awards                                  | 2 tháng 3 năm 2018        | Best Supporting Actor       | Antoine Reinartz                                       | Đoạt giải | [ 34 ] [ 35 ] |
| César Awards                                  | 2 tháng 3 năm 2018        | Best Supporting Actress     | Adele Haenel                                           | Đề cử     | [ 34 ] [ 35 ] |
| César Awards                                  | 2 tháng 3 năm 2018        | Most Promising Actor        | Nahuel Pérez Biscayart                                 | Đoạt giải | [ 34 ] [ 35 ] |
| César Awards                                  | 2 tháng 3 năm 2018        | Most Promising Actor        | Arnaud Valois                                          | Đề cử     | [ 34 ] [ 35 ] |
| César Awards                                  | 2 tháng 3 năm 2018        | Best Original Music         | Arnaud Rebotini                                        | Đoạt giải | [ 34 ] [ 35 ] |
| César Awards                                  | 2 tháng 3 năm 2018        | Best Sound                  | Julien Sicart, Valerie de Loof, Jean-Pierre Laforce    | Đề cử     | [ 34 ] [ 35 ] |
| César Awards                                  | 2 tháng 3 năm 2018        | Best Editing                | Robin Campillo                                         | Đoạt giải | [ 34 ] [ 35 ] |
| César Awards                                  | 2 tháng 3 năm 2018        | Best Cinematography         | Jeanne Lapoirie                                        | Đề cử     | [ 34 ] [ 35 ] |
| César Awards                                  | 2 tháng 3 năm 2018        | Best Costume Design         | Isabelle Pannetier                                     | Đề cử     | [ 34 ] [ 35 ] |
| César Awards                                  | 2 tháng 3 năm 2018        | Best Production Design      | Emmanuelle Duplay                                      | Đề cử     | [ 34 ] [ 35 ] |
| Chicago International Film Festival           | October 2017              | Gold Q-Hugo                 | Robin Campillo                                         | Đoạt giải | [ 36 ]        |
| European Film Awards                          | ngày 9 tháng 12 năm 2017  | Best Film                   | Robin Campillo                                         | Đề cử     | [ 37 ]        |
| European Film Awards                          | ngày 9 tháng 12 năm 2017  | Best Actor                  | Nahuel Pérez Biscayart                                 | Đề cử     | [ 37 ]        |
| European Film Awards                          | ngày 9 tháng 12 năm 2017  | Best Editor                 | Robin Campillo                                         | Đoạt giải | [ 38 ]        |
| Globes de Cristal Awards                      | ngày 12 tháng 2 năm 2018  | Best Film                   | Robin Campillo                                         | Đoạt giải | [ 39 ]        |
| Globes de Cristal Awards                      | ngày 12 tháng 2 năm 2018  | Best Actor                  | Nahuel Pérez Biscayart                                 | Đoạt giải | [ 39 ]        |
| Guldbagge Awards                              | ngày 22 tháng 1 năm 2018  | Best Foreign Film           | Robin Campillo                                         | Đề cử     | [ 40 ] [ 41 ] |
| International Film Festival of India          | ngày 28 tháng 11 năm 2017 | Best Film                   | Robin Campillo                                         | Đoạt giải | [ 42 ]        |
| International Film Festival of India          | ngày 28 tháng 11 năm 2017 | Best Actor                  | Nahuel Pérez Biscayart                                 | Đoạt giải | [ 42 ]        |
| Independent Spirit Awards                     | ngày 3 tháng 3 năm 2018   | Best International Film     | Robin Campillo                                         | Đề cử     | [ 43 ]        |
| Los Angeles Film Critics Association          | ngày 3 tháng 12 năm 2017  | Best Foreign Language Film  | Robin Campillo                                         | Đoạt giải | [ 44 ]        |
| Lux Prize                                     | ngày 14 tháng 11 năm 2017 | Best Film                   | Robin Campillo                                         | Đề cử     | [ 27 ]        |
| Lumières Awards                               | ngày 5 tháng 2 năm 2018   | Best Film                   | Robin Campillo                                         | Đoạt giải | [ 45 ]        |
| Lumières Awards                               | ngày 5 tháng 2 năm 2018   | Best Director               | Robin Campillo                                         | Đoạt giải | [ 45 ]        |
| Lumières Awards                               | ngày 5 tháng 2 năm 2018   | Best Actor                  | Nahuel Pérez Biscayart                                 | Đoạt giải | [ 45 ]        |
| Lumières Awards                               | ngày 5 tháng 2 năm 2018   | Best Screenplay             | Robin Campillo and Philippe Mangeot                    | Đoạt giải | [ 45 ]        |
| Lumières Awards                               | ngày 5 tháng 2 năm 2018   | Most Promising Actor        | Arnaud Valois                                          | Đoạt giải | [ 45 ]        |
| Lumières Awards                               | ngày 5 tháng 2 năm 2018   | Best Music                  | Arnaud Rebotini                                        | Đoạt giải | [ 45 ]        |
| Merlinka Festival                             | ngày 13 tháng 12 năm 2017 | Best Queer Film of the Year | Robin Campillo                                         | Đoạt giải | [ 46 ]        |
| National Society of Film Critics              | ngày 6 tháng 1 năm 2018   | Best Foreign Language Film  | Robin Campillo                                         | Runner-up | [ 47 ]        |
| New York Film Critics Circle                  | ngày 3 tháng 1 năm 2018   | Best Foreign Language Film  | Robin Campillo                                         | Đoạt giải | [ 48 ]        |
| Online Film Critics Society                   | ngày 28 tháng 12 năm 2017 | Best Foreign Language Film  | Robin Campillo                                         | Đoạt giải | [ 49 ]        |
| San Sebastian Film Festival                   | September 2017            | Sebastiane Award            | Robin Campillo                                         | Đoạt giải | [ 50 ]        |
| Satellite Awards                              | ngày 11 tháng 2 năm 2018  | Best Foreign Language Film  | Robin Campillo                                         | Đề cử     | [ 51 ]        |
| Vancouver Film Critics Circle                 | December 2017             | Best Foreign Language Film  | Robin Campillo                                         | Đoạt giải | [ 52 ]        |
| Washington D.C. Area Film Critics Association | ngày 8 tháng 12 năm 2017  | Best Foreign Language Film  | Robin Campillo                                         | Đoạt giải | [ 53 ]        |